# Bei'ershijiazi
Bei'ershijiazi är en köping i Kina. Den ligger i provinsen Liaoning, i den nordöstra delen av landet, omkring 310 kilometer väster om provinshuvudstaden Shenyang. Antalet invånare är 11 160. Befolkningen består av 5 557 kvinnor och 5 603 män. Barn under 15 år utgör 14,0 %, vuxna 15-64 år 77 %, och äldre över 65 år 8,0 %.
Genomsnittlig årsnederbörd är 592 millimeter. Den regnigaste månaden är juli, med i genomsnitt 141 mm nederbörd, och den torraste är januari, med 2 mm nederbörd.